# رومان كارمازين
رومان كارمازين (بالروسية: Кармазин, Роман Александрович) مواليد 2 يناير 1973 في كوزنتسك، روسيا، هو ملاكم روسي يصنف ضمن فئة الوزن المتوسط.

## إحصائيات
خاض خلال مسيرته 47 نزالا، فاز في 40 وتعادل في 2 وخسر في 4. فاز بالضربة القاضية في 26 نزالا.

## وصلات خارجية
- رومان كارمازين على موقع بوكس ريك (الإنجليزية) (registration required)

- الموقع الرسمي